# William Worrall Mayo
William Worrall Mayo (31. května 1819, Salford, Spojené království – 6. března 1911, Rochester, USA) byl americký chemik a lékař, narozený v Anglii. Jeho soukromá medicínská praxe v Rochesteru ve státě Minnesota se stala základem budoucího prestižního výzkumného centra a univerzitní nemocnice Mayo Clinic.

## Život

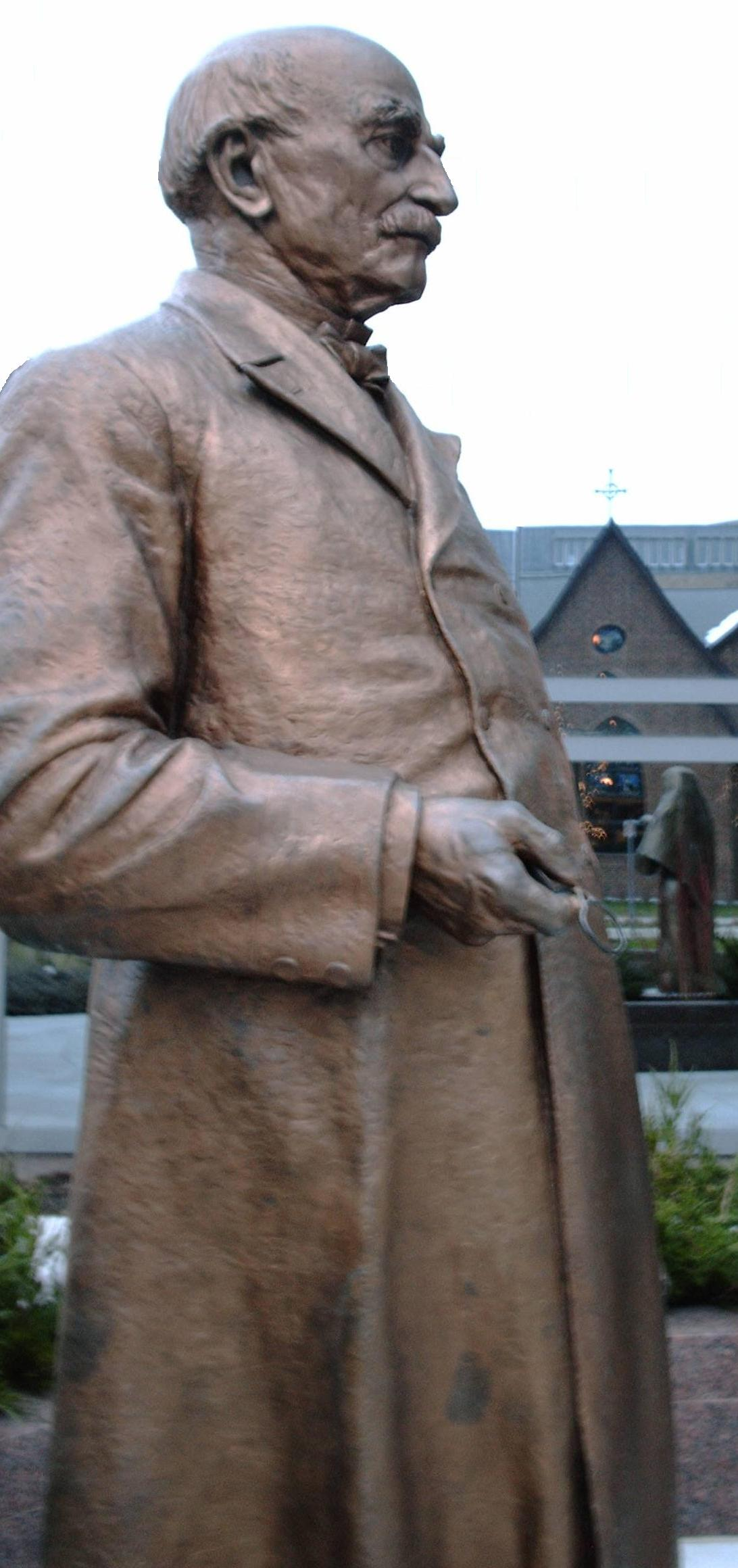
Socha Williama Mayo u kliniky

William W. Mayo se narodil v Salfordu v anglickém hrabství Velký Manchester. V Manchesteru studoval u chemika Johna Daltona. Roku 1846 odjel do Spojených států. Začal pracovat jako farmaceut v Bellevue Hospital v New Yorku, ale brzy se rozjel na západ. Zakotvil v Indianě, kde pracoval jako krejčí. V roce 1849 pomáhal při epidemii cholery a poté začal navštěvovat kurzy na Indiana Medical College, kde získal lékařské vzdělání. Titul získal 14. února 1850.
Roku 1851 se Mayo oženil s Louise Abigail Wright, dva roky nato se jim narodila dcera Gertrude. Osm let po ní do rodiny přibyl první syn, William James, v roce 1865 druhý, Charles Horace.
V roce 1863 se Mayo přestěhoval do Rochesteru, kde si otevřel chirurgickou praxi. Angažoval se také ve správě věcí veřejných, stal se členem městské rady i starostou, byl členem školního výboru. V letech 1891 až 1895 byl senátorem za stát Minnesota.
Poté, co město postihlo roku 1883 tornádo, rozhodl se Mayo spolu se svými syny a řeholními Sestrami sv. Františka otevřít nemocnici. Stalo se tak 1. října 1889, čímž se zrodilo lékařské výzkumné a vzdělávací centrum Mayo Clinic. Když později William odešel do penze, pokračovali v jeho práci jeho synové.